# Football Club Catanzaro 2007-2008
Questa pagina raccoglie le informazioni riguardanti il Football Club Catanzaro nelle competizioni ufficiali della stagione 2007-2008.

## Rosa
| N. |                      | Ruolo | Calciatore                  |
| -- | -------------------- | ----- | --------------------------- |
|    | Argentina (bandiera) | A     | Jonathan Alessandro         |
|    | Italia (bandiera)    | C     | Daniele Ancione             |
|    | Italia (bandiera)    | C     | Giuseppe Benincasa          |
|    | Italia (bandiera)    | C     | Pasquale Berardi            |
|    | Italia (bandiera)    | C     | Umberto Brutto              |
|    | Italia (bandiera)    | C     | Rosario Bucolo              |
|    | Argentina (bandiera) | A     | Sebastián Bueno             |
|    | Italia (bandiera)    | D     | Maurizio Caccavalle         |
|    | Italia (bandiera)    | D     | Federico Cavola             |
|    | Italia (bandiera)    | C     | Josè Francesco Cianni       |
|    | Italia (bandiera)    | D     | Ivano Ciano                 |
|    | Italia (bandiera)    | C     | Danilo Coppola              |
|    | Italia (bandiera)    | A     | Cristian Luis Criniti       |
|    | Italia (bandiera)    | D     | Ciro De Franco              |
|    | Italia (bandiera)    | D     | Giovanni Giuseppe Di Meglio |

| N. |                      | Ruolo | Calciatore           |
| -- | -------------------- | ----- | -------------------- |
|    | Italia (bandiera)    | A     | Vito Falconieri      |
|    | Italia (bandiera)    | P     | Vincenzo Ferrante    |
|    | Italia (bandiera)    | C     | Fabrizio Ferrigno    |
|    | Italia (bandiera)    | A     | Salvatorino Frisenda |
|    | Ghana (bandiera)     | C     | Abdullah Fusseini    |
|    | Italia (bandiera)    | D     | Roberto Gimmelli     |
|    | Italia (bandiera)    | P     | Roberto Mancinelli   |
|    | Argentina (bandiera) | A     | Mauro Marchano       |
|    | Colombia (bandiera)  | C     | Jaime Leon Merito    |
|    | Italia (bandiera)    | D     | Archimede Morleo     |
|    | Italia (bandiera)    | A     | Cosimo Sarli         |
|    | Italia (bandiera)    | D     | Francesco Scuteri    |
|    | Italia (bandiera)    | D     | Giovanni Tomi        |
|    | Italia (bandiera)    |       | Zurlo                |